# Vela nos Jogos Pan-Americanos de 2015 - 49erFX
A competição da classe 49erFX feminino foi um dos eventos da vela nos Jogos Pan-Americanos de 2015, em Toronto. Foi disputada na Sugar Beach, entre os dias no dia 12 e 18 de julho. 

## Calendário
Horário local (UTC-4).
| Data        | Horário | Fase                   |
| ----------- | ------- | ---------------------- |
| 12 de julho | 11:35   | Regata 1               |
| 13 de julho | 11:35   | Regata 2, 3 e 4        |
| 14 de julho | 11:35   | Regata 5 e 6           |
| 15 de julho | 11:35   | Regata 7, e 8          |
| 16 de julho | 11:35   | Regata 9, 10, 11 e 12  |
| 17 de julho | 11:35   | Regata 13, 14, 15 e 16 |
| 18 de julho | 11:35   | Regata final           |

## Medalhistas
| Ouro   | ARG Victoria Travascio e Maria Branz |
| Prata  | BRA Martine Grael e Kahena Kunze     |
| Bronze | USA Paris Henken e Helena Scutt      |

## Resultados
| Pos.              | Velejadora                     | Nacionalidade                | Regata | Regata  | Regata | Regata | Regata | Regata | Regata | Regata | Regata | Regata | Regata | Regata | Regata | Regata | Regata | Regata | Regata | Total pontos | Pontuação final |
| Pos.              | Velejadora                     | Nacionalidade                | 1      | 2       | 3      | 4      | 5      | 6      | 7      | 8      | 9      | 10     | 11     | 12     | 13     | 14     | 15     | 16     | F      | Total pontos | Pontuação final |
| ----------------- | ------------------------------ | ---------------------------- | ------ | ------- | ------ | ------ | ------ | ------ | ------ | ------ | ------ | ------ | ------ | ------ | ------ | ------ | ------ | ------ | ------ | ------------ | --------------- |
| Medalha de ouro   | Victoria Travascio Maria Branz | ARG Argentina                | 1      | 1       | 2      | 4      | 2      | 1      | 1      | 2      | 2      | 1      | 3      | 3      | 1      | 1      | 3      | (5)    | 8      | 41           | 36              |
| Medalha de prata  | Martine Grael Kahena Kunze     | BRA Brasil                   | 4      | (7) OCS | 1      | 1      | 4      | 2      | 7 OCS  | 1      | 1      | 5      | 2      | 1      | 4      | 2      | 1      | 3      | 4      | 50           | 43              |
| Medalha de bronze | Paris Henken Helena Scutt      | USA Estados Unidos           | 2      | 3       | 3      | 3      | 3      | 4      | 2      | (5)    | 5      | 3      | 1      | 2      | 2      | 5      | 2      | 1      | 6      | 52           | 47              |
| 4                 | Mayumi Roller Kayla McComb     | ISV Ilhas Virgens Americanas | 5      | 2       | 4      | (6)    | 1      | 3      | 3      | 3      | 4      | 4      | 5      | 6      | 3      | 3      | 5      | 2      | 10     | 69           | 63              |
| 5                 | Begoña Gumucio Arantza Gumucio | CHI Chile                    | 3      | 4       | (6)    | 2      | 5      | 5      | 4      | 4      | 6      | 2      | 6      | 4      | 5      | 4      | 6      | 6      | 2      | 74           | 68              |
| 6                 | Erin Rafuse Danielle Boyd      | CAN Canadá                   | 6      | (7) OCS | 5      | 5      | 6      | 6      | 5      | 6      | 3      | 6      | 4      | 5      | 6      | 4      | 4      |        | 84     | 77           |                 |

Legenda
| Recorde mundial                  | Recorde mundial (World record)               |                       | Recorde africano                      | Recorde africano (African) |                                           | Q | Classificado por posição (Qualified) |
| Recorde dos Jogos Pan-Americanos | Recorde pan-americano (Pan-American record)  | Recorde da América    | Recorde da América (Americas)         | q                          | Classificado por melhor tempo (Qualified) |   |                                      |
| Melhor marca do ano              | Melhor marca do ano (World leading)          | Recorde asiático      | Recorde asiático (Asian)              | DNS                        | Não largou (Did not start)                |   |                                      |
| Recorde nacional                 | Recorde nacional (National record)           | Recorde europeu       | Recorde europeu (European)            | DNF                        | Não terminou (Did not finish)             |   |                                      |
| Recorde pessoal                  | Recorde pessoal do atleta (Personal best)    | Recorde da Oceania    | Recorde da Oceania (Oceania)          | DSQ / DQ                   | Desclassificado (Disqualified)            |   |                                      |
| Recorde da temporada             | Recorde da temporada do atleta (Season best) | Recorde sul-americano | Recorde sul-americano (South America) | NM                         | Sem marca (No mark)                       |   |                                      |

### Vela
| M   | Regata da Medalha da qual só participam os dez primeiros colocados das regatas anteriores  |  |  | CAN | Regata cancelada |
| BFD | Desclassificado por bandeira preta (Black Flag Disqualified)                               |  |  |     |                  |
| UFD | Desclassificado por bandeira "U" (U Flag Disqualified)                                     |  |  |     |                  |
| OCS | Largada queimada (On the Course Side of the starting line)                                 |  |  |     |                  |
| DNE | Desclassificação sem eliminação (infração a um item do regulamento da prova – Did Not End) |  |  |     |                  |